# André-Charles Cailleau
André-Charles Cailleau (París,  17 de junio de 1731 - París, 12 de junio de 1798 fue un librero francés.
Fue autor de almanaques, obras jocosas y un diccionario de libros raros. De él se conserva una colección de las Cartas de Eloísa y de Pedro Abelardo, las Soirées de la campagne, 1766 y un Diccionario bibliográfico, histórico y crítico de libros raros compuesto en gran parte por el abad R.Duclos en 1790 y aumentado en un cuarto volumen por Jacques Charles Brunet en 1802.
Cailleau escribió bajo el pseudónimo de Le Sancelrien tourangeau.

## Obras
- Clef du grand œuvre, ou Lettres du Sancelrien tourangeau, Corinthe et Paris, 1777
- Osaureus, ou le Nouvel Abailard, comédie en 2 actes et en prose, traduite d'un manuscrit allemand d'Isaac Rabener par A.-C. Cailleau), de Poilly, 1761
- Lettres et épîtres amoureuses d'Héloïse et d'Abeilard, tant en vers qu'en prose, publiées par A.-C. Cailleau, 1798
- Clef du grand œuvre ou Lettres du Sancelrien Tourangeau à Madame L.D.L.B***, Jobert, Bibliotheca esoterica, 1976